# Hãng phim Đường Nhân
Hãng phim Đường Nhân (Tangren Media Co. Ltd trước đây là Chinese Entertainment Shanghai, hay còn gọi là Đường Nhân Điện ảnh) là một trong những hãng phim điện ảnh lớn nhất Trung Quốc. Trụ sở chính của hãng được đặt tại Thiên Tân, Trung Quốc,trước đây là Thượng Hải. Ngoài ra còn một số trụ sở khác đặt tai Bắc Kinh, Hồng Kông, Đài Loan và Chiết Giang .

## Giới thiệu chung
Hãng phim Thượng Hải Đường Nhân là một công ty chuyên tham gia đầu tư, sản xuất, phân phối phim truyền hình, quản lý nghệ sĩ, xuất bản truyện tranh và chế tác phim hoạt hình. Sản lượng hằng năm của hãng trong khoảng 120 - 150 chương trình truyền hình. Hãng cũng từng và hiện là nơi quản lý nhiều diễn viên nổi tiếng của Trung Quốc, Hồng Kông, Đài Loan như Hồ Ca, Viên Hoằng, Lưu Thi Thi, Quách Hiểu Đình, Tôn Lợi, Lâm Gia Vũ, Mai Tiểu Huê, Hàn Đông Quân,Hồ Băng Khanh, Kim Thần, Trần Dao, Tiểu Thải Kỳ, Cổ Lực Na Trát, Quan Vịnh Hà, Lý Á Bằng, Quách Tấn An, Công Bội Bật, Vương Du Văn, Vương Ninh, Trương Thiến.
Mỗi trụ sở của hãng chịu các trách nhiệm khác nhau: Văn phòng tại Bắc Kinh là nơi quản lý nghệ sĩ tại khu vực phía Bắc. Trung tâm sản xuất tại Hoành Điếm chịu trách nhiệm sản xuất các bộ phim truyền hình cổ trang. Trụ sở chính tại Thượng Hải là nơi lập kế hoạch sản xuất và phân phối các bộ phim truyền hình, điện ảnh, hoạt hình,.. cũng là nơi quản lý các nghệ sĩ khu vực phía Nam. Văn phòng tại Hồng Kông là nơi giải quyết liên quan đến nước ngoài bao gồm cả việc phân phối các bộ phim ra thị trường thế giới. Văn phòng tại Đài Loan chịu trách nhiệm phân phối chương trình truyền hình của hãng ra thị trường Đài Loan.
Trong giai đoạn 1998 - 2011, hãng đã sản xuất hơn 800 chương trình truyền hình và nhiều bộ phim nổi tiếng, bao gồm: Tiên kiếm kỳ hiệp, Thiếu niên Dương gia tướng, Tiên kiếm kỳ hiệp 3, Liêu Trai, Thiên ngoại phi tiên, Anh hùng xạ điêu, Liêu Trai kỳ nữ, Quái hiệp Nhất Chi Mai, Bộ bộ kinh tâm, Hiên Viên kiếm, Thư kiếm ân cừu lục, Thiên nhai chức nữ, Mộng Ảo Tru Tiên, Mộng hồi Lộc Đỉnh ký, Bồ công anh, Đừng yêu tôi, Như Ý Cát Tường...

## Các nghệ sĩ trực thuộc
- Hồ Ca
- Hàn Đông Quân
- Hồ Băng Khanh
- Lý Lan Địch
- Lý Úc (diễn viên nam)
- Lâm Nhất
- Trần Ngữ An
- Tôn Manh

## Đã rời đi
Viên Hoằng,  Lâm Canh Tân,  Tưởng Kình Phu,  Tôn Nghệ Châu, Lý Tư Trừng,  Quách Hiểu Đình,  Vương Nghệ Lâm, Tôn Lợi, Lưu Thi Thi,  Lưu Nhã Sắt, Tiểu Thái Kỳ,  Kim Thần,  Hình Ân, Chương Nhạc Vận,  Cổ Lực Na Trát,  Trần Dao,  Quan Vịnh Hà 

## Một số bộ phim đã sản xuất

### Phim truyền hình
- 2020: Pháp Sư Vô Tâm 3
- 2019: Mộng Hồi (Mộng Hồi Đại Thanh)
- 2018: Tam Quốc Cơ Mật (Webdrama)
- 2018: Quỹ Trung Mỹ Nhân (Thanh Khâu Hồ Truyền Thuyết 2)
- 2017: Pháp Sư Vô Tâm 2
- 2016: Tiên Kiếm Kỳ Hiệp 5 - Vân Chi Phàm
- 2016: Trở Về Tuổi 20
- 2016: Cơn Lốc 11 Người
- 2016: Nữ Y Minh Phi Truyện
- 2016: Thanh Khâu Hồ Truyền Thuyết (Liêu Trai Chí Dị)
- 2015: Tần Thời Minh Nguyệt 2015 (Phim truyền hình).
- 2015: Pháp Sư Vô Tâm
- 2014: Bộ Bộ Kinh Tình (Bộ Bộ Kinh Tâm 2)
- 2012: Tinh nguyệt truyền kỳ
- 2012: Hiên Viên kiếm
- 2011: Bộ bộ kinh tâm
- 2011: Quái hiệp Nhất Chi Mai
- 2010: Thiên nhai chức nữ
- 2009: Tiên kiếm kỳ hiệp 3
- 2008: Anh hùng xạ điêu
- 2007: Liêu Trai kỳ nữ
- 2006: Thiếu niên Dương gia tướng
- 2006: Đừng yêu tôi
- 2005: Thiên ngoại phi tiên
- 2005: Liêu Trai chí dị
- 2005: Tiên kiếm kỳ hiệp

### Phim điện ảnh
- 2005: Mỹ lệ mạn đặc trữ
- 2004: Nghi thần nghi quỷ
- 1998: Xuân phong đắc ý mai

### Phim quảng cáo
- 2012: Hiên Viên kiếm 7
- 2011: Mộng hồi Lộc Đỉnh ký
- 2009: Mộng Ảo Tru Tiên

### Phim ngắn
- 2012: Đổi mới 3 + 7

## Các bộ phim nổi bật nhất
- Tiên kiếm kỳ hiệp truyện
- Thiếu niên Dương gia tướng
- Bộ Bộ Kinh Tâm
- Hiên Viên kiếm